# Edmond H. Madison

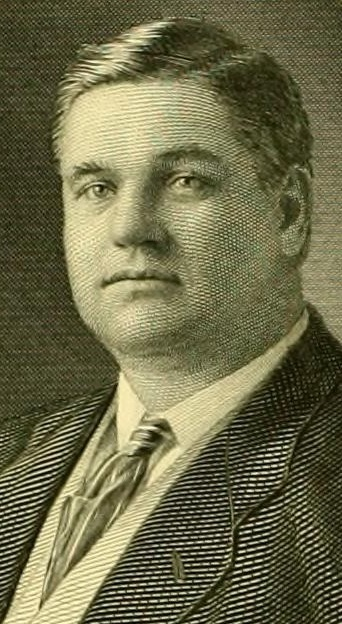
Edmond H. Madison

Edmond Haggard Madison (* 18. Dezember 1865 in Plymouth, Hancock County, Illinois; † 18. September 1911 in Dodge City, Kansas) war ein US-amerikanischer Politiker. Zwischen 1907 und 1911 vertrat er den siebten Wahlbezirk des Bundesstaates Kansas im US-Repräsentantenhaus.

## Werdegang
Edmond Madison besuchte die öffentlichen Schulen seiner Heimat und unterrichtete anschließend selbst als Lehrer. Im Jahr 1885 zog er nach Wichita in Kansas. Nach einem Jurastudium und seiner im Jahr 1888 erfolgten Zulassung als Rechtsanwalt begann er in Dodge City in seinem neuen Beruf zu arbeiten. Zwischen 1889 und 1893 war er Bezirksstaatsanwalt im Ford County. Seit dem 1. Januar 1900 war er Richter im 31. Gerichtsbezirk von Kansas. Dieses Amt bekleidete er bis zum 17. September 1906, als er wegen seiner Kandidatur für den Kongress zurücktrat.
Bei den Kongresswahlen des Jahres 1906 wurde Madison als Kandidat der Republikanischen Partei im siebten Distrikt von Kansas in das US-Repräsentantenhaus in Washington, D.C. gewählt. Dort trat er am 4. März 1907 die Nachfolge von Victor Murdock an. Nach zwei Wiederwahlen in den Jahren 1908 und 1910 konnte er bis zu seinem Tod im September 1911 im Kongress verbleiben.